# 常呂港臨時乘降場
常呂港臨時乘降場（日语：／ Tokorokō karijōkō-ba */?）是位於北海道北見市常呂町東濱，日本國有鐵道（國鐵）的湧網線臨時乘降場（廢站）。由於臨時乘降場使用量極少，因此在1972年（昭和47年）2月8日廢除。

## 歷史
- 1956年（昭和31年）1月7日 - 臨時乘降場啟用[1]。
- 1972年（昭和47年）2月8日 - 臨時乘降場廢除[1]。

## 車站構造
截至車站廢除前，車站是一座地面車站，設有1面1線的單式月台。

## 車站周邊
- 常呂港
- 北海道道1087號網走常呂單車徑線（日语：北海道道1087号網走常呂自転車道線）

曾經網走巴士常呂線（經常呂築港，在行走末期只有早上1班前往常呂），隨著湧網線廢除替代巴士取消，現在附近沒有巴士路線行走。

## 相鄰車站
日本國有鐵道
湧網線 
常呂－常呂港臨時乘降場－能取

## 注腳
1. 1 2 3 4  石野哲（編）. . JTB. 1998: 916. ISBN 978-4-533-02980-6 （日语）.